# Schloss Friedelhausen

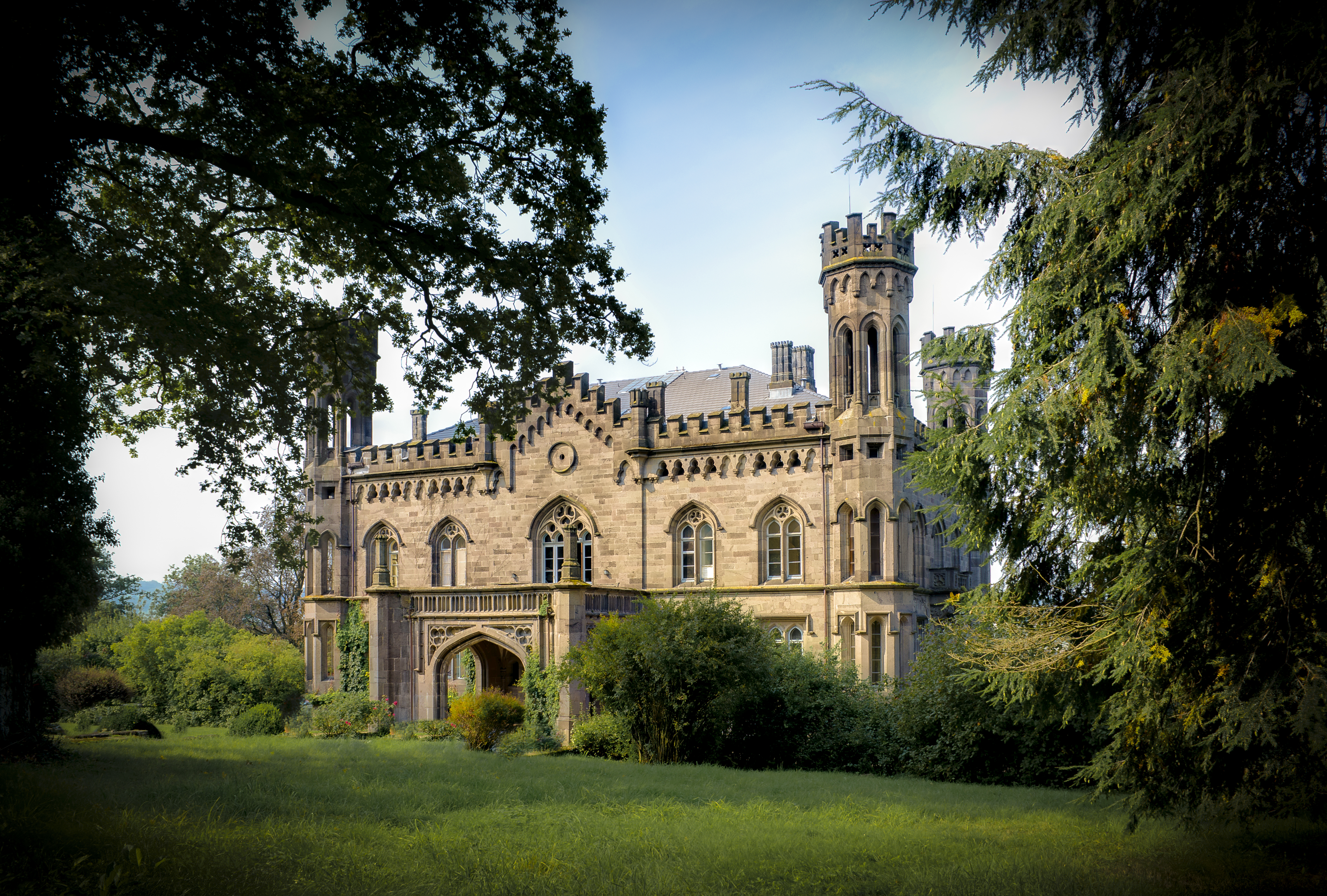
Ostseite des Schlosses (2014)

Das Schloss Friedelhausen (Neues Schloss) befindet sich an der Lahn zwischen Marburg und Gießen, nördlich von Sichertshausen, Ortsteil der Gemeinde Fronhausen. Schloss und älteres Hofgut gehören statistisch zum Ortsteil Odenhausen, Stadtteil von Lollar im mittelhessischen Landkreis Gießen. Das ca. 200 Meter südwestlich des Schlosses tiefer gelegene Hofgut Friedelhausen mit seinem Herrenhaus (Altes Schloss) wird heute von einer sozialtherapeutischen Gemeinschaft als Demeter-Betrieb mit Hofladen bewirtschaftet.

## Geschichte

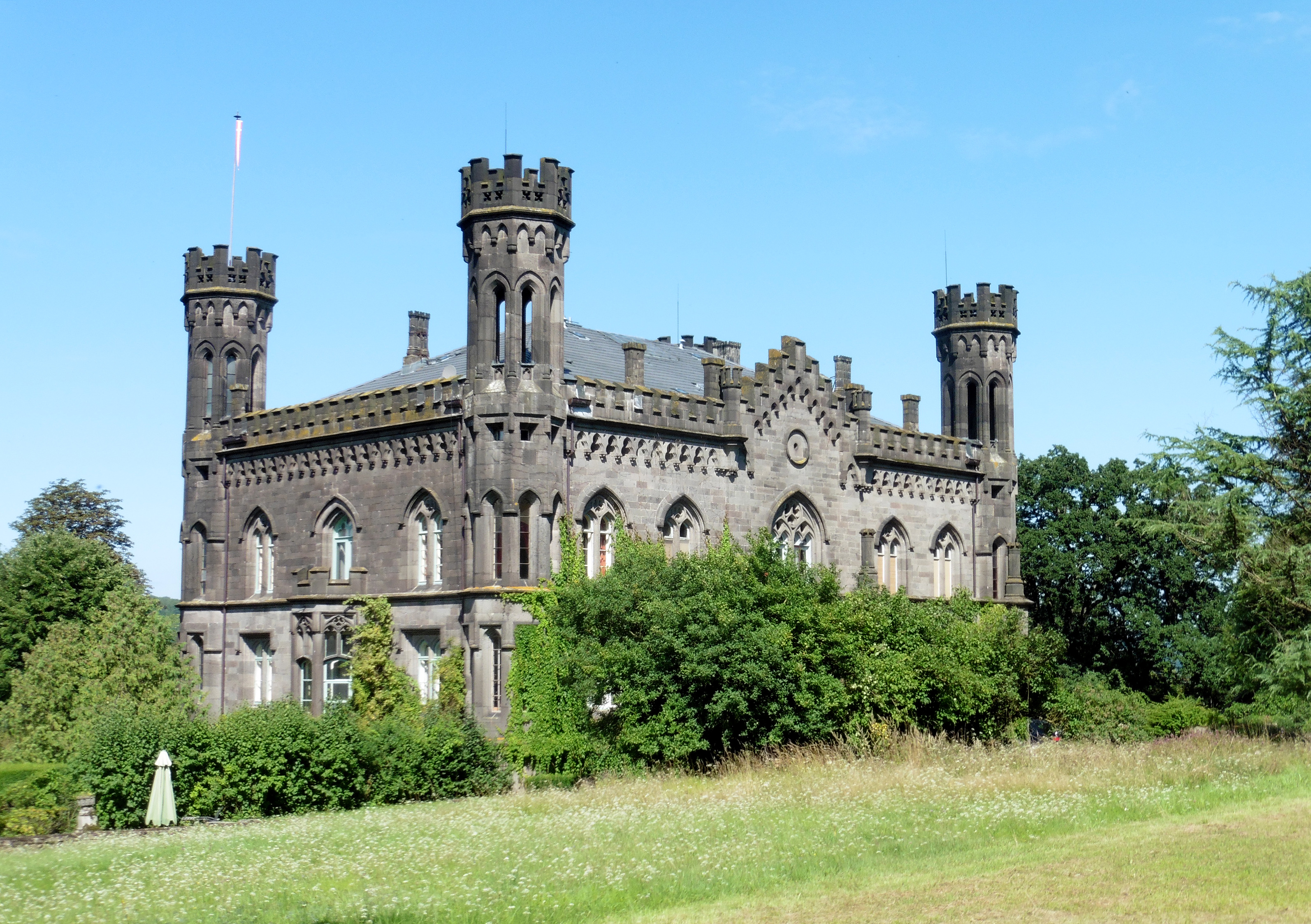
Das 1852 erbaute Schloss von Südosten (2017)

Die Gemarkung Friedelhausen mit alter Dorfwüstung am linken Ufer der Lahn östlich von Salzböden und nordwestlich von Staufenberg ging 1414 als Lehen an die schon im 13. Jahrhundert nachweisbare Familie von Rolshausen über, die ab 1358 Burgmannen auf dem Staufenberg waren. Das 1564 von Friedrich von Rolshausen erbaute Herrenhaus in Friedelhausen ist bis heute als zweigeschossiger Steinbau mit seitlichem Treppenturm erhalten. Mehrmals wechselte es den Eigentümer und wurde 1852 nebst Hofgebäuden und Umgebung von der Familie von Nordeck zur Rabenau erworben. Als das älteste Gebäude des heutigen Hofgutes wird es auch Altes Schloss genannt.
Das etwa zweihundert Meter nördlich und höher am Lahnufer gelegene Schloss Friedelhausen (Neues Schloss) ließen Freiherr Adalbert von Nordeck zur Rabenau (1817–1892) und seine englischstämmige Ehefrau Clara, geborene Philipps (1826–1867) ab 1852 erbauen. Es fiel als Erbe an ihre Tochter Luise (1849–1906), die 1876 Graf Karl von Schwerin aus Schloss Schwerinsburg in Vorpommern geheiratet hatte.
Das Gut gehört, ebenso wie das Hofgut Appenborn sowie die beiden Stammburgen, Burg Nordeck und die Oberburg Rabenau, bis heute den Grafen Schwerin. Das Schloss ist bewohnt, weshalb das Innere nicht besichtigt werden kann.

## Architektur

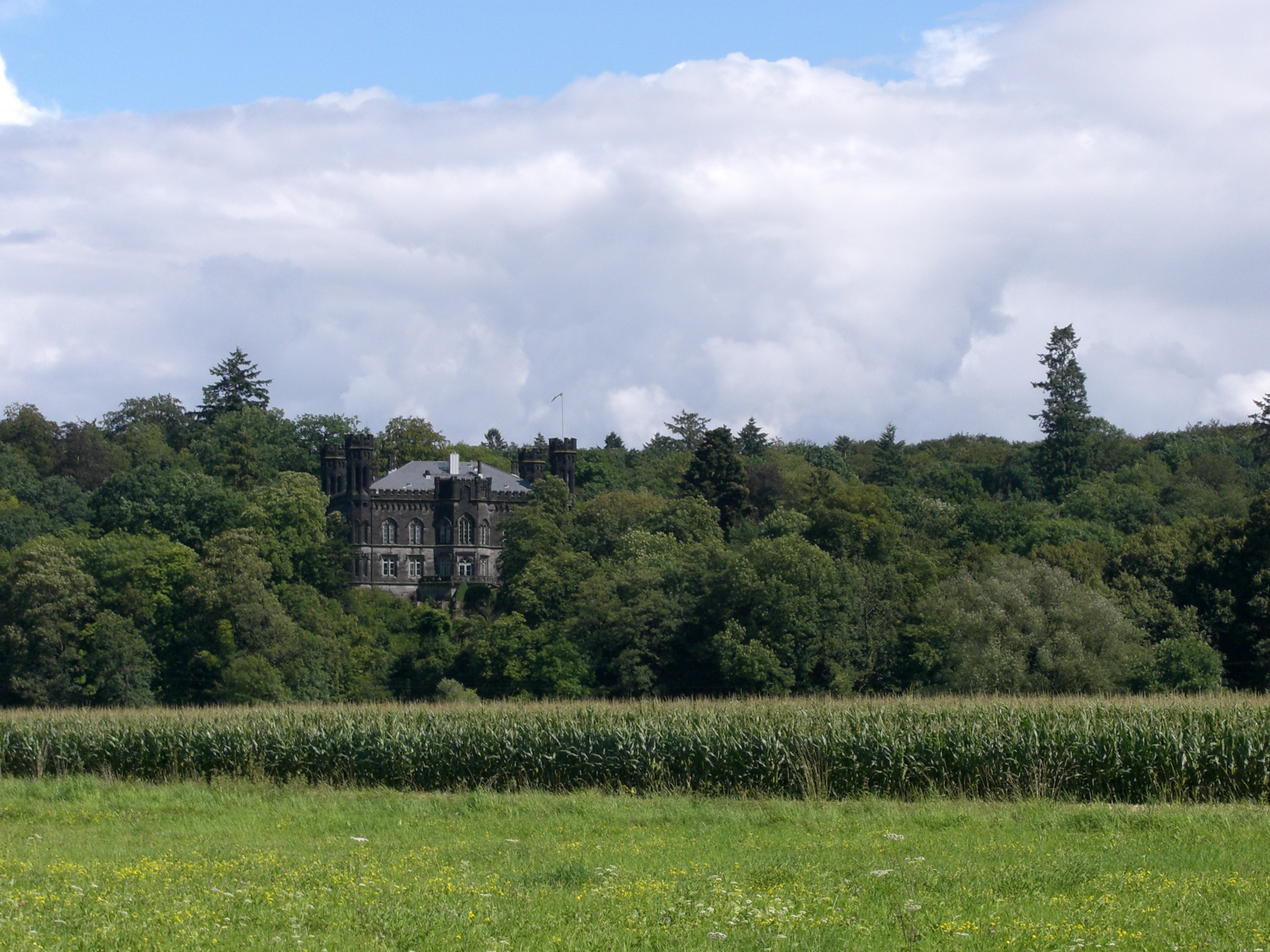
Schloss Friedelhausen vom Lahntalradweg gesehen (2011)

Das vom englischen Architekten John Dobson (1787–1865) geplante neue Schloss lehnt sich eng an die englische, klassizistische Form der Neugotik, die Tudorgotik, an. Es ist ein zweigeschossiges, nahezu kubisches Gebäude mit Zinnenkranz und Flachdach. Die Gebäudeecken werden von schlanken, überhöhten offenen Ecktürmen flankiert. Als Baumaterial für das spätgotisch gehaltene Gebäude kam eine Art von dunklem Basalt, der sogenannte Lungstein, aus Londorf zum Einsatz, der sich im Unterschied zu den meisten anderen Basalt-Arten von Steinmetzen gut bearbeiten lässt, weshalb er seit Jahren auch bei der Restaurierung des Kölner Doms zum Einsatz kommt.
Das Innere wurde vom Kasseler Dekor-Künstler Reinhard Hochapfel im illusionistischen Stil farbenfroh ausgemalt. Auch originale, für das Schloss angefertigte Möbel und Tapeten sind noch erhalten.
Seit 2009 unterstützt die Deutsche Stiftung Denkmalschutz die Sanierungsmaßnahmen am Schloss, das in den vorangehenden Jahrzehnten stark unter eindringender Feuchtigkeit gelitten hat.

## Besonderheiten
Rainer Maria Rilke war in den Jahren 1905 und 1906 jeweils für einige Wochen auf Einladung der Gräfin Luise von Schwerin im Schloss Friedelhausen zu Gast (siehe Weblinks). Die verwitwete Gräfin hatte den Dichter 1905 während eines Kuraufenthalts in Dresden kennengelernt. Sie protegierte ihn, bestärkte ihn in seiner Dichtkunst und vermittelte ihn an Karl von der Heydt, Bankier und Sammler, der Rilke als erster Mäzen von dieser Zeit an finanzierte.
Auf der von Osten auf das Schloss zuführenden Allee befinden sich zwei Gedenksäulen, eine Adalbert von Nordeck zur Rabenau (1817–1892) und die andere Adolf Reinhard von Nordeck zur Rabenau (1852–1869) gewidmet.
Die Sachgesamtheit Schloss Friedelhausen ist als Kulturdenkmal ausgewiesen.